# رالف فاري تشامبرلين
كان رالف فاري تشامبرلين (3 يناير 1879-31 أكتوبر 1967) عالم أحياء وإثنوغرافيًا ومؤرخًا أمريكيًا من مدينة سولت ليك، يوتا. كان عضوًا في هيئة التدريس في جامعة يوتا لأكثر من 25 عامًا، وساعد في إنشاء كلية الطب فيها، وكان أول عميد لها، ثم أصبح فيما بعد رئيسًا لقسم علم الحيوان. عمل بالتدريس في جامعة بريغهام يونغ وجامعة بنسلفانيا، وعمل لأكثر من عقد في متحف علم الحيوان المقارن في جامعة هارفارد، حيث وصف الكثير من الأنواع من جميع أنحاء العالم.
كان تشامبرلين خبير تصنيف غزير الإنتاج، ووضع تسمية لأكثر من 4000 نوع حيواني جديد في أكثر من 400 منشور علمي. تخصص في العنكبيات (العناكب، والعقارب، وأقاربهما) وكثيرات الأرجل (عديدات الأرجل، والديدان الألفية، وأقاربهما)، وكان من بين أكثر علماء العنكبيات وعلماء عديدات الأرجل غزارة في الأبحاث عبر التاريخ. وصف أكثر من 1400 نوع من العناكب، و1000 نوع من الديدان الألفية، والكثير من عديدات الأرجل في أمريكا الشمالية. لم تتطابق دائمًا كمية إنتاجه مع الجودة؛ مما ترك إرثًا مختلطًا لخلفائه. أجرى دراسات إثنوبيولوجية رائدة مع غوشوت وغيرهم من السكان الأصليين في الحوض العظيم، إذ فهرس أسماء السكان الأصليين والاستخدامات الثقافية للنباتات والحيوانات. كان تشامبرلين مشهورًا بين زملائه في جامعة يوتا، لكنه كان مكروهًا بين بعض علماء العنكبيات، بما في ذلك بعض طلابه السابقين. بعد التقاعد، واصل الكتابة ونشر عن تاريخ التعليم في ولايته، وخاصة في جامعة يوتا.
كان تشامبرلين عضوًا في كنيسة يسوع المسيح لقديسي الأيام الأخيرة (كنيسة LDS). في أوائل القرن العشرين، كان تشامبرلين من بين مجموعة رباعية من أساتذة المورمون المشهورين في جامعة بريغهام يونغ الذين أسفر تعليمهم عن التطور والنقد الكتابي عن جدل عام 1911 بين مسؤولي الجامعة والكنيسة، مما أدى في النهاية إلى استقالته واثنين من الأساتذة الآخرين على الرغم من دعمه من قبل الطلاب، وهو حدث يوصف بأنه «المعركة الأولى للحداثة» للمورمونية.

## السيرة الشخصية

### النشأة وتعليمه
ولد رالف فاري تشامبرلين في 3 يناير 1879 في مدينة سولت ليك في ولاية يوتا الأمريكية لوالده المقاول ويليام هنري تشامبرلين ووالدته إليزا فرانسيس تشامبرلين.
كان أبواه من طائفة المورمون المسيحية والتحق بمدرسة الأيام الأخيره المسيحية، قرر رالف تشامبرلين في بداية حياته دراسة الرياضيات والفن ولكن ولعه بالطبيعة دفعه لدراسة علم الأحياء، التحق رالف بجامعة يوتا وتخرج بدرجة البكالوريوس في عام 1898 وألّف تسعة منشورات علمية بحلول عام 1900.
درس رالف تشامبرلين في عام 1902 في محطة هوبكنز البحرية بجامعة ستانفورد، ومن 1902 إلى 1904 درس في جامعة كورنيل تحت زمالة جولدوين سميث وتحت إراف عالم الحشرات جون هنري كومستوك وحصل على الدكتوراه عام 1904.
دار موضوع أطروحة الدكتوراه عن موضوع تصنيف العنكبوت الذئبي في أمريكا الشمالية، حيث راجع جميع الأنواع المعروفة شمال المكسيك، مؤكدًا بوجود 67 نوعًا متميزًا ومعروفًا من أصل 150 نوعًا، واعتبر عالم الحيوان توماس مونتغمري أن دراسة رالف تشامبرلين ذات أهمية حاسمة في استخدام الأعضاء التناسلية للمساعدة في تحديد الأجناس وفي الأوصاف التفصيلية للأنواع.

## أبحاثه
يتضمن عمل تشامبرلين أكثر من 400 منشور نشره على مدى 60 عامًا. تركزت غالبية أبحاثه على تصنيف المفصليات واللافقاريات الأخرى، ولكن تضمن عمله أيضًا عناوين في الفولكلور، والاقتصاد، والأنثروبولوجيا، واللغة، وعلم النبات، وعلم التشريح، وعلم الأنسجة، الفلسفة والتعليم والتاريخ. كان عضوًا في الجمعية الأمريكية لعلماء الطبيعة، ونادي توري للنباتات، وأكاديمية نيويورك للعلوم، وجمعية بوسطن للتاريخ الطبيعي، والجمعية البيولوجية في واشنطن، وأكاديمية يوتا للعلوم.

### علم التصنيف
كان تشامبرلين عالم تصنيف غزير الإنتاج للحيوانات اللافقارية، إذ سمى ووصف أكثر من 4000 نوع، وتخصص في دراسة العنكبيات (العناكب، والعقارب، وأقاربهما)، وكثيرات الأرجل (الدودة الألفية، وعديدات الأرجل، وأقاربهما)، ونشر أيضًا عن الرخويات والديدان البحرية والحشرات. بحلول عام 1941، كان قد وصف 2000 نوع على الأقل، وبحلول عام 1957 كان قد وصف ما مجموعه 4225 نوعًا جديدًا، و742 جنسًا جديدًا، و28 فصيلة جديدة، و12 رتبة جديدة. استمرت منشورات تشامبرلين التصنيفية في الظهور حتى عام 1966.
يُصنف تشامبرلين من بين أكثر علماء العنكبيات إنتاجًا في التاريخ. احتل تشامبرلين في دراسة استقصائية أجريت عام 2013 لأكثر منظمي العنكبوت إنتاجًا المرتبة الخامسة في إجمالي عدد الأنواع الموصوفة (1475) والثامن في عدد الأنواع التي لا تزال صالحة (984)، أي التي لا تشكل مرادفات تصنيفية للأنواع الموصوفة سابقًا. في جامعة يوتا، شارك تشامبرلين في تأليف العديد من الأعمال مع طلابه ويلتون إيفي وويليس ج. غيرتش اللذين أصبحا أحد علماء العنكبيات البارزين، واشتهر إيفي بأنه وصف مئات الأنواع مع تشامبرلين. وصف تشامبرلين أو شارك في وصف أكثر من ثلث الـ 621 عنكبوتًا معروفًا وقتها في موطنه الأصلي (ولاية يوتا). كان تشامبرلين أيضًا خبيرًا بارزًا في دراسة حيوان الرتيلاء في أمريكا الشمالية، ووصف أكثر من 60 نوعًا. عمل تشامبرلين مع مجموعات أخرى من الحيوانات أيضًا، بما في ذلك العقارب والحصادات والشيزوميد (عقارب السوط قصيرة الذيل)، ووصف العديد من العقارب الزائفة مع ابن أخيه جوزيف كونراد تشامبرلين، وهو نفسه طبيب متخصص في علم العنكبيات.
من بين زملائه علماء العنكبيات، كان يُنظر إلى تشامبرلين على أنه مؤثر ولكنه ليس محبوبًا بشكل خاص: ففي العديد من أوراقه التي شارك في تأليفها مع إيفي، كان إيفي نفسه هو الذي أدى معظم عمليات التجميع والوصف، وكان اسم تشامبرلين المؤلف الأول على هذه الأوراق، وأدى خلاف بينهما عام 1947 عن موضوع الاعتراف إلى تخلي إيفي عن علم العنكبيات لسنوات عديدة. عندما أرسل عالم العنكبيات آرثر إم تشيكرينغ مجموعة من العينات من بنما إلى تشامبرلين، لم يعيدها تشامبرلين إلى تشيكرينغ مطلقًا، بل نشر عنهم في الواقع، مما جعل تشيكرينغ مترددًا في التعاون مع زملائه. يقال إن تشامبرلين فُصل في النهاية من متحف علم الحيوان المقارن من قبل إرنست ماير في سنواته الأخيرة، وبعد وفاة تشامبرلين صرح تلميذه السابق غيرتش «وأخيرًا أخذته طبيعته اللئيمة».
كان مجال الدراسة الرئيسي الآخر لتشامبرلين هو كثيرات الأرجل. نشر عن مئويات الأرجل في وقت مبكر من عام 1901، وبين ذلك الحين وحوالي عام 1960 كان الباحث البارز، إن لم يكن الحصري في مجال كثيرات الأرجل في أمريكا الشمالية، والمسؤول عن تسمية الغالبية العظمى من الأنواع في أمريكا الشمالية، والعديد من المناطق الأخرى في جميع أنحاء العالم. بالإضافة إلى ذلك، سمى أكثر من 1000 نوع من الديدان الألفية، ليجعله ذلك من بين أكثر علماء تصنيف الديدان الألفيّة الثلاثة إنتاجًا في التاريخ. مثلت «قائمة التحقق من حيوانات أمريكا الشمالية» عام 1958 (وهي عبارة عن تجميع لمدة ثماني سنوات لجميع السجلات والأنواع في شمال المكسيك) زيادة بنسبة 600% في الأنواع المسجلة من القائمة السابقة المماثلة المنشورة قبل أكثر من 50 عامًا، على الرغم من أن العمل نفسه لم يصف أي نوع جديد. ساهم تشامبرلين بمقالات عن الديدان الألفية والمؤتلفات وقليلات الأرجل في طبعة عام 1961من موسوعة بريتانيكا.
على الرغم من الوصف الغزير للأنواع، لكن إرثه في تصنيف كثيرات الأرجل كان مختلطًا. غالبًا ما كانت أوصاف تشامبرلين لمئويات وألفيات الأرجل موجزة و / أو محبطة، أو موضحة بطرق أعاق استخدامها تعرف الباحثين الآخرين عليها. وصف بعض الأنواع الجديدة بناءً على الموقع فقط، أو على الفروق الدقيقة في الأرجل المعروفة الآن بتغيرها بعد انسلاخها في أوقات معينة من السنة، وقد وُجد لاحقًا أن العديد من أسماء تشامبرلين مرادفات للأنواع التي سبق وصفها، أو يُشتبه في أنها كذلك. وصف عالم الأحياء ريتشارد هوفمان، الذي عمل مع تشامبرلين في قائمة المراجعة لعام 1958 تشامبرلين لاحقًا بأنه «نموذج من الحد الأدنى من التصنيف»، وذكر أن عمله التصنيفي على ميريابودس في أمريكا الوسطى «سبب مشاكل أكثر بكثير من التقدم الذي أنجزه بعمله، وشكل نمطًا سيستمر لعقود عديدة قادمة». كتب هوفمان أن تشامبرلين كان «خبير تصنيف من نمط ألفا ومعترف به، وكان اهتمامه الرئيسي هو تسمية أنواع جديدة»، واعترف بعمل تشامبرلين بتصنيف جنس الحريش باعتباره رائدًا في ذلك، وبجودة لا مثيل لها في أعمال لاحقة لتشامبرلين.
لم يدرس تشامبرلين المفصليات فحسب، بل درس أيضًا اللافقاريات ذات الأجسام الرخوة. وصف أكثر من 100 نوع جديد و22 جنسًا جديدًا من الديدان متعددة الأشواك في عمل مؤلف من مجلدين، اعتبره مدير محطة هوبكنز البحرية السابق أحد «المعالم الأثرية العظيمة» في تصنيف الديدان الحلقية، ونشر عن الحيوانات الرخوية في ولاية يوتا. كان محرر قسم ديدان الفستق وكثيرات الأرجل لقاعدة بيانات المجلة الأكاديمية «ملخصات بيولوجية». أشار ويليام بيهل إلى أنه قدم أيضًا مساهمات غير مباشرة في علم الطيور، بما في ذلك قيادة العديد من رحلات جمع العينات لأيام متعددة وتوجيه أبحاث الدراسات العليا لستيفن دورانت، الذي عمل على طيور يوتا غيم، وبيهل نفسه، الذي درس تعشيش الطيور في بحيرة سولت ليك الكبرى.
بعد وفاة تشامبرلين، أُعطيت مجموعته المكونة من حوالي 250 ألف عينة عنكبوت إلى المتحف الأمريكي للتاريخ الطبيعي في نيويورك، مما عزز مكانة المتحف كأكبر مستودع للعناكب في العالم. وبالمثل، وُضعت مجموعته من الديدان الألفية في المتحف الوطني للتاريخ الطبيعي في واشنطن العاصمة، مما ساعد في جعل هذا المتحف أكبر مجموعة منفردة في العالم لعينات من نوع الدودة الألفية، وهي العينات الفردية المستخدمة لوصف الأنواع.